# Sofia Sewing
Sofia Sewing (nacida el 22 de julio de 1999) es una tenista profesional estadounidense que representa actualmente a la Universidad de Miami en Coral Gables, Florida. Ha alcanzado el puesto más alto de su carrera en el ranking junior de la ITF al número 9 del mundo, así como en el ranking WTA de 540 en individuales y 272 en dobles.
En su carrera, Sofia Sewing ha ganado tres títulos individuales y cinco títulos de dobles en torneos del Circuito ITF. Su título individual más reciente llegó el 19 de enero de 2020 en Cancún, México y Guayaquil, Ecuador en 2022.

## Finales del Circuito ITF
| Premios                |
| ---------------------- |
| torneos de USD 100,000 |
| torneos de USD 80,000  |
| torneos de USD 60,000  |
| torneos de USD 25,000  |
| torneos de USD 15,000  |
| torneos de USD 10,000  |

### Individuales: 8 (4 títulos, 4 subcampeonatos)
| Resultado | G–P | Fecha             | Torneo                    | Nivel  | Superficie | Adversario            | Puntaje          |
| --------- | --- | ----------------- | ------------------------- | ------ | ---------- | --------------------- | ---------------- |
| Pérdida   | 0–1 | diciembre de 2017 | ITF Guayaquil, Ecuador    | 15,000 | Arcilla    | Nika Kukharchuk       | 0–6, 6–2, 2–6    |
| Victoria  | 1–1 | mayo 2019         | ITF Cancún, México        | 15,000 | Dura       | Emilie Lindh          | 6–1, 1–6, 6–1    |
| Victoria  | 2–1 | enero 2020        | ITF Cancún, México        | 15,000 | Dura       | Anastasia Sysoeva     | 7–5, 6–0         |
| Victoria  | 3–1 | septiembre 2022   | ITF Guayaquil 2, Ecuador  | 15,000 | Arcilla    | María Herazo González | 4-6, 6-3, 6-2    |
| Pérdida   | 3–2 | octubre 2022      | ITF Guayaquil 3, Ecuador  | 15,000 | Arcilla    | María Herazo González | 4-6, 3-6         |
| Pérdida   | 3–3 | octubre 2022      | ITF Bucaramanga, Colombia | 15,000 | Arcilla    | Kaitlin Quevedo       | 3-6, 7-6(6), 5-7 |
| Pérdida   | 3–4 | noviembre 2022    | ITF Lima, Peru            | 15,000 | Arcilla    | Noelia Zeballos       | 6-3, 3-6, 6-0    |
| Victoria  | 4–4 | noviembre 2022    | ITF Lima, Peru            | 15,000 | Arcilla    | María Herazo González | 7-6(3), 6-1      |

### Dobles: 12 (5 títulos, 7 subcampeonatos)
| Resultado | N.º | Fecha           | Nivel                             | Torneo | Superficie | Compañera                   | Oponentes                             | Puntaje           |
| --------- | --- | --------------- | --------------------------------- | ------ | ---------- | --------------------------- | ------------------------------------- | ----------------- |
| Pérdida   | 0–1 | Junio 2016      | ITF Bethany Beach, Estados Unidos | 10,000 | Arcilla    | Verónica Miroshnichenko     | Sophie Chang Alexandra Mueller        | 1–6, 4–6          |
| Victoria  | 1–1 | Noviembre 2017  | ITF Manta, Ecuador                | 15,000 | Dura       | María José Portillo Ramírez | Emily Appleton María Herazo González  | 6–1, 6–3          |
| Victoria  | 2–1 | Diciembre 2017  | ITF Guayaquil, Ecuador            | 15,000 | Arcilla    | María José Portillo Ramírez | Stephanie Nemtsova Dominique Schaefer | 7–5, 6–2          |
| Pérdida   | 2–2 | Noviembre 2018  | ITF Norman, Estados Unidos        | 25,000 | Dura       | María José Portillo Ramírez | Vladica Babić Ena Shibahara           | 2–6, 3–6          |
| Pérdida   | 2–3 | Junio 2019      | ITF Wesley Chapel, Estados Unidos | 15,000 | Arcilla    | Kylie Collins               | Allura Zamarripa Maribella Zamarripa  | 6–3, 4–6, [11–13] |
| Victoria  | 3–3 | Septiembre 2019 | ITF Lubbock, Estados Unidos       | 15,000 | Dura       | María José Portillo Ramírez | Ashlyn Krueger Shiori Fukuda          | 6–2, 6–4          |
| Pérdida   | 3–4 | Enero 2020      | ITF Cancún, México                | 15,000 | Dura       | Victoria Rodríguez          | Lian Tran Justina Mikulskytė          | 2–6, 6–4, [7–10]  |
| Pérdida   | 3–5 | Septiembre 2020 | ITF Prague, Czech Republic        | 25,000 | Arcilla    | Katie Volynets              | Anastasia Dețiuc Johana Marková       | 2–6, 1–6          |
| Pérdida   | 3–6 | Enero 2022      | ITF Blumenau-Gaspar, Brasil       | 25,000 | Arcilla    | Eva Vedder                  | Andrea Gámiz Bárbara Gatica           | 4–6, 1–6          |
| Victoria  | 4–6 | Enero 2022      | ITF Florianópolis, Brasil         | 25,000 | Dura       | Andrea Gámiz                | Jessie Aney Ingrid Gamarra Martins    | 7–6(7–2), 6–4     |
| Victoria  | 5–6 | Septiembre 2022 | Guayaquil 2, Ecuador              | 15,000 | Arcilla    | María Paulina Pérez         | Romina Ccuno María Herazo González    | 6–4, 1–6, [10–2]  |
| Pérdida   | 5–7 | Octubre 2022    | Guayaquil 3, Ecuador              | 15,000 | Arcilla    | María Paulina Pérez         | Romina Ccuno María Herazo González    | 2-6, 7-5, 9-11    |